# 芒廷鎮區 (伊利諾伊州薩林縣)
芒廷鎮區（英語：Mountain Township）是位於美國伊利諾伊州薩林縣的一個行政鎮區。

## 地方資料
根據2010年美國人口普查的數據，芒廷鎮區的面積為111.00平方千米，當中陸地面積為108.40平方千米，而水域面積為2.60平方千米。當地共有人口351人，而人口密度為每平方千米3.16人。